# Цепной траншейный экскаватор

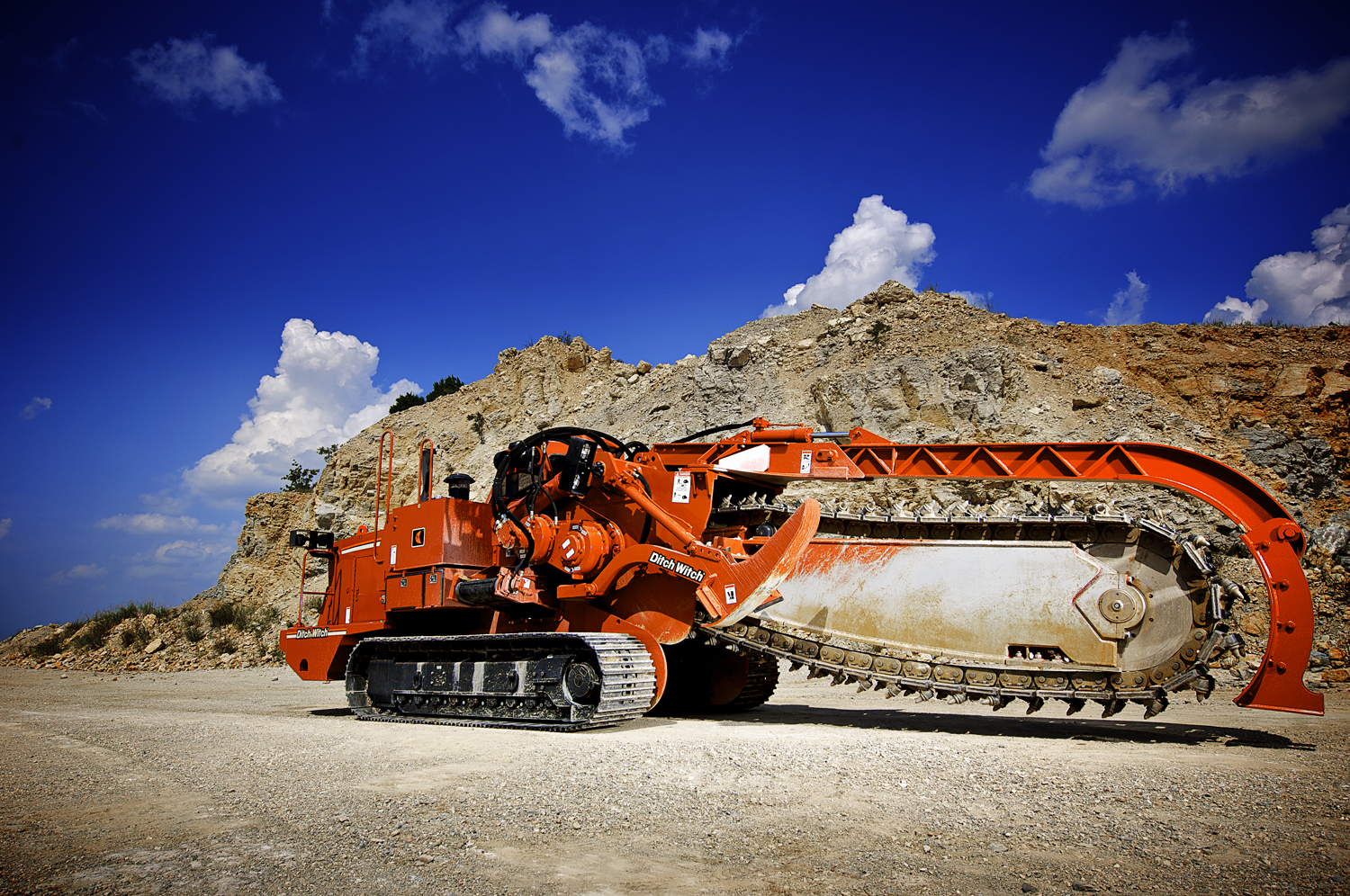
Цепной траншейный экскаватор производства Ditch Witch с баровым рабочим органом. Над рабочим органом находится рама с зачистным башмаком. В средней части машины над гусеницами виден ленточный транспортёр.

Цепно́й транше́йный экскава́тор — траншейный экскаватор с цепным рабочим органом. Представляет собой экскаватор продольного копания: плоскость перемещения рабочего органа параллельна оси отрываемой траншеи. Могут навешиваться на трактор как сменное рабочее оборудование, конструироваться на основе тракторного шасси со значительной доработкой базовой машины либо использовать оригинальное шасси. Рабочим органом цепного траншейного экскаватора является навесная или полуприцепная рама с бесконечной цепью (или цепями), к которой крепятся рабочие элементы. В качестве рабочих элементов могут выступать ковши, скребки, плужки или резцы. Ширина отрываемых траншей — от 0,14 метра, глубина — до 8 метров.

## Предназначение
Цепные траншейные экскаваторы, как и траншейные экскаваторы других конструкций, предназначены для отрытия траншей под укладку нефте- и газопроводов, магистралей, водопровода, канализации, силовых кабелей и кабелей связи. Они также служат базовыми машинами для экскаваторов-дреноукладчиков (при дооборудовании автоматикой поддержания глубины и уклона дна траншеи, трубоукладчиком, бухтодержателем пластмассовых трубок) и каналокопателей (при дооборудовании рабочими органами для разработки откосов). Минимальная ширина траншей (щелей), отрываемых роторными экскаваторами, составляет 0,14 метра; максимальная глубина отрываемых траншей достигает 8 метров.

## Классификация

Цепные траншейные экскаваторы ЭЦ-1800 на базе трактора МТЗ.

Цепные траншейные экскаваторы подразделяются по следующим признакам:
- по типу рабочих элементов:
  - ковшовый рабочий орган (цепные многоковшовые экскаваторы);
  - скребковый, резцовый, плужковый или смешанный рабочий орган;
- по способу подвески цепи:
  - свободно провисающая цепь, поддерживаемая и направляемая роликами;
  - цепь, перемещающаяся по жёстким направляющим (баровый рабочий орган);
- по назначению:
  - траншейные, предназначены для прокладки траншей;
  - дреноукладчики, используются для организации дренажа;
  - каналокопатели, используются для прокладки каналов (оросительных, осушительных) и кюветов;
- по ширине отрываемой траншеи:
  - узкотраншейные (ширина траншеи до 0,3 метра);
  - широкотраншейные (ширина траншеи более 0,3 метра)[5];
- по типу привода:
  - с механическим приводом;
  - с гидравлическим приводом;
  - с комбинированным приводом;
- по типу ходового устройства:
  - на гусеничном ходу;
  - на пневмоколёсном ходу[1][2][4].
- по способу соединения рабочего оборудования с ходовой частью:
  - навесные (без дополнительной опоры рабочего органа);
  - полуприцепные (рабочий орган опирается на тягач спереди и на дно траншеи сзади);

### Индексы
Советские и российские индексы цепных траншейных экскаваторов гражданского назначения имеют следующую структуру: ЭТЦ-XXYYАА.
Сочетание ЭТЦ означает Экскаватор Траншейный Цепной. Устаревшими обозначениями являются ЭТ (Экскаватор Траншейный), ЭТН (Экскаватор Траншейный Навесной), ЭТУ (Экскаватор Траншейный Универсальный). Вслед за буквенным обозначением следует сочетание из 3—4 цифр, за которыми могут следовать буквы. Первые две цифры XX означают глубину копания в дециметрах, последние 1—2 цифры YY — номер модели; первая буква (А, Б, В…) означает очередную модернизацию, следующие буквы (С, Т, ТВ…) — климатическое исполнение. Таким образом, ЭТЦ-165А расшифровывается как «экскаватор траншейный цепной, глубина копания до 1,6 метров, пятая модель, первая (А) модернизация».
Обозначения отдельных старых моделей не соответствуют этой системе, например, экскаваторы-дреноукладчики Д-659, Д-659А. Также отличные обозначения могут иметь машины армейского назначения для инженерных войск, например, ПЗМ — Полковая Землеройная Машина.
Первые советские цепные траншейные экскаваторы имели обозначение МК — Многоковшовый Канавокопатель, например, МК-I.

## Устройство

### Рабочий орган
Цепной траншейный экскаватор является самодвижущейся землеройной машиной на пневмоколёсном или гусеничном ходу с навесным или полуприцепным рабочим органом. В случае, когда экскаватор агрегируется к трактору, в трансмиссию базовой машины встраивается ходоуменьшитель. Рабочий орган представляет собой раму, снабжённую ведущей звёздочкой на переднем конце и ведомым блоком (или звёздочкой) на заднем конце, через которые перекинута бесконечная цепь, две цепи или лента. К цепям (ленте) крепятся рабочие элементы, в качестве которых могут выступать ковши, скребки или резцы. Цепь дополнительно опирается на поддерживающие и направляющие ролики, установленные на раме (в случае свободно провисающей цепи) либо на направляющие (в случае барового рабочего органа). Заглубление рабочего органа в траншею (и, при необходимости, создание требуемого усилия на рабочем органе: собственной массы рабочего органа может оказаться недостаточно для его заглубления) и его подъём производится с помощью гидроцилиндров или системы блоков.
В процессе работы машина движется вдоль оси отрываемой траншеи, бесконечная цепь с рабочими элементами движется по раме (при рабочем ходе нижняя часть цепи движется в ту же сторону, что машина), рабочие элементы разрабатывают грунт и выносят его из траншеи вверх, где происходит разгрузка грунта на транспортёр. Широко распространены ленточные транспортёры, выносящие грунт в отвал сбоку от траншеи. Движение ленты транспортёра может реверсироваться, таким образом изменяется сторона, в которую разгружается грунт. Если длина транспортёра велика, он может быть выполнен двух- или трёхсекционным и складываться в транспортном положении. Экскаваторы со скребковым рабочим органом могут оборудоваться шнековыми транспортёрами (два или более шнека, расположенных поперёк оси траншеи). Вращаясь, шнеки отодвигают грунт от бермы траншеи до того, как он успевает ссыпаться обратно. Возможно также использование грунтометателя, представляющего собой заключённый внутрь кожуха вращающийся барабан с лопатками. Лопатки разгоняют грунт, центробежная сила прижимает его к внутренней стороне кожуха, и через направляющую щель грунт отбрасывается в сторону. Изменением ориентации направляющей щели может меняться направление и дальность отбрасывания. Заданная глубина копания обеспечивается изменением угла наклона рабочего органа, управление скоростью загрузки ковшей для обеспечения оптимального использования мощности двигателя производится изменением скорости рабочего хода машины. Благодаря возможности бесступенчатого изменения рабочих скоростей экскаваторы с гидрофицированной трансмиссией обладают более высокой производительностью по сравнению с машинами, имеющими механическую трансмиссию.
Для предохранения механизмов машины от поломки при встрече с труднопреодолимым препятствием в трансмиссии может иметься предохранительное устройство. Натяжение цепи обеспечивается натяжным устройством. Для зачистки дна траншеи поверх основной рамы может устанавливаться дополнительная рама с зачистным башмаком, представляющим собой заострённый спереди клин. Зачистной башмак срезает неровности дна и подгребает грунт к рабочим элементам; он может также создавать в дне траншеи выемку, в которую укладывается кабель или труба. На раме рабочего органа может располагаться также трубоукладчик и датчик автоматической системы поддержания уклона дна (в конфигурации экскаватора-дреноукладчика) или откосообразоватери для разработки откосов. Откосообразователи могут представлять из себя тросы или цепи, оснащённые резцами и расположенные симметрично по обеим сторонам от рабочего органа. В верхней части тросы крепятся к коромыслу, качающемуся верхней части рамы рабочего органа, в нижней части они крепятся к пальцу, расположенному с эксцентриситетом на оси нижней звёздочки (или блока). При вращении нижней звёздочки тросы с резцами тросы совершают возвратно-поступательное движение, подрезая грунт по откосам траншеи. Подрезанные призмы грунта падают на дно, где подхватываются ковшами или скребками.
Рабочей орган может быть как навесным (жёстко связанным тягачом), так и полуприцепным (верхний конец соединяется с тягачом, нижний конец опирается на дно отрываемой траншеи). Опирание на дно траншеи позволяет получить более ровный профиль дна, так как неровности поверхности, по которой движется тягач, демпфируются заглубляющим оборудованием и в меньшей степени передаются на рабочий орган.
В отдельных случаях может быть обеспечено вращение рабочего органа машины в вертикальной плоскости, что позволяет отрывать траншеи, по ширине превышающие ширину рабочего органа. Такую конструкцию имеет рабочий орган армейского экскаватора ПЗМ: в сочетании с грунтометателем, отбрасывающим грунт на большое расстояние и высоту, машина может за несколько проходов отрывать не только траншеи, но и котлованы. В ходе отрывки рабочий орган поворачивается в вертикальной плоскости, при этом расположенные на его боковых сторонах дополнительные фрезы разрыхляют стенки траншеи, облегчая отрывку при повороте рабочего органа.

### Рабочие элементы

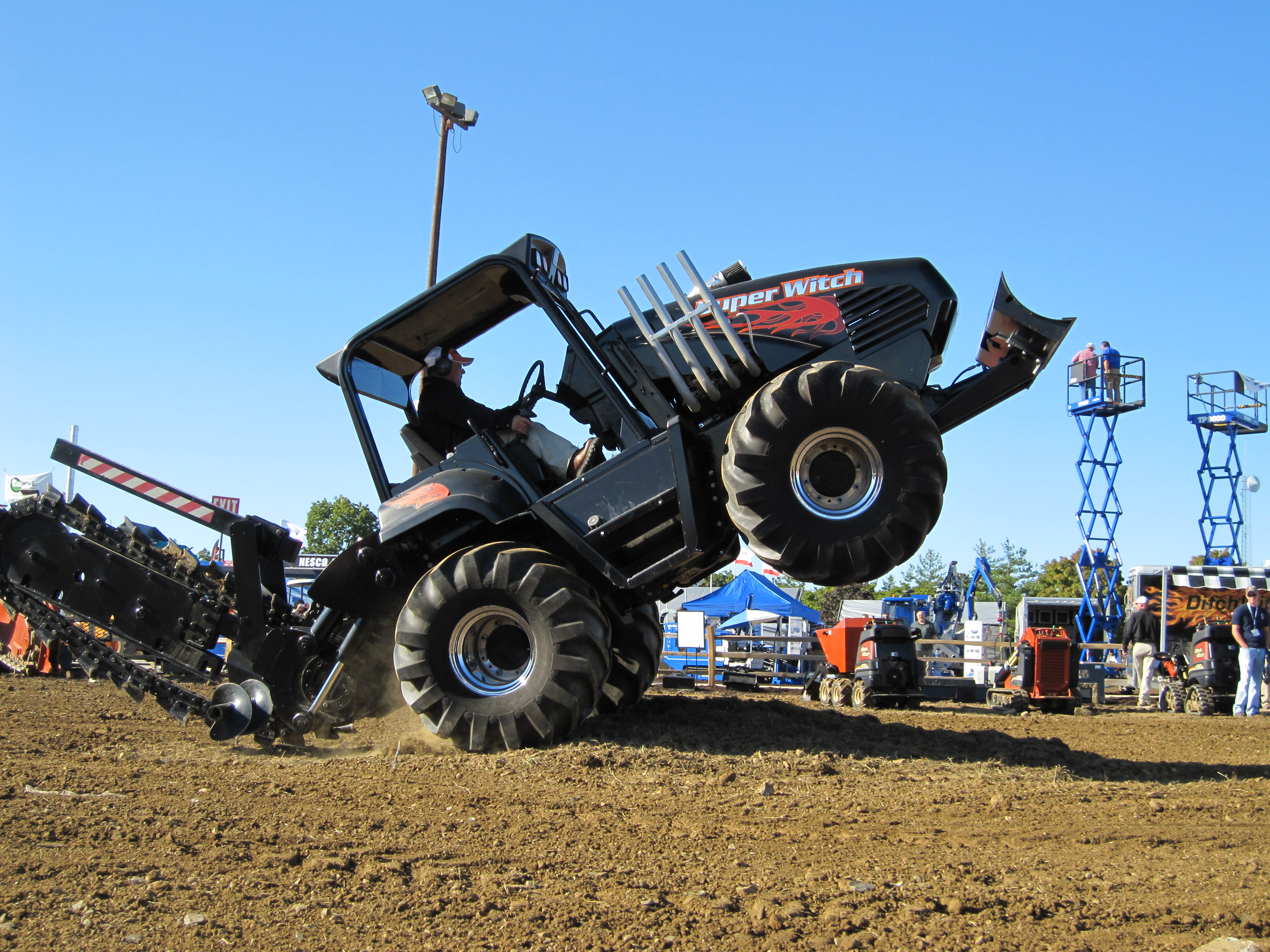
Цепной траншейный экскаватор производства Ditch Witch как навесное оборудование для пневмоколёсного трактора. Под рабочим органом — шнековый транспортёр.

Для разработки грунта на бесконечной цепи могут устанавливаться ковши, скребки либо другие рабочие элементы (резцы, плужки). Ковши используются для широких траншей в грунтах, не обладающих повышенной прочностью. Если ширина траншеи невелика или если грунт липкий, то разгрузка ковшей может быть затруднена, в этом случае предпочтительными оказываются скребковые рабочие элементы. Также в случае липкого грунта возможна организация принудительной очистки ковшей с помощью специальной пластины-очистителя. В прочных грунтах, грунтах с твёрдыми включениями (цемент, погребённые крупные камни) в мёрзлых грунтах используются цепи со специальными элементами, обладающими повышенной износостойкостью (к экскаваторам для работ на прочных грунтах относятся машины семейства ЭТЦ-208; для прорезания щелей шириной 0,14 метров применяются цепи типа «Урал-33» на баровом рабочем органе, который может являться сменным оборудованием к экскаваторам типа ЭТЦ-1607). Поскольку цепи работают в высокоабразивной среде, к их прочности и износостойкости предъявляются повышенные требования. Для рытья широких траншей могут применяться рабочие органы с несколькими (например, двумя) рядами ковшей или других рабочих элементов.
В случае ковшовой цепи ширина траншеи, отрываемой машиной, является неизменной величиной. При применении цепи со скребками, плужками и т. п. в некоторых случаях ширина траншеи может быть изменена путём замены рабочих элементов цепи на более узкие или на более широкие (или заменой самой цепи). Так, экскаваторы ЭТЦ-165 могут отрывать траншеи шириной 0,2 м, 0,27 м и 0,4 м благодаря возможности замены рабочих элементов. Также предусмотрена возможность замены рабочего органа на баровый с цепью шириной 0,14 м для работы с особо прочными грунтами.

### Подвеска цепи
Цепь экскаватора может быть свободно провисающей или перемещаться по прямолинейной, относительно рабочего органа, траектории по жёстким направляющим (баровый рабочий орган). В первом случае при разработке грунта рабочие элементы поворачиваются вместе со звеном цепи, их положение определяется натяжением цепи. При встрече рабочего элемента с препятствием (например, камнем) на режущей кромке создаётся вращающий момент, который поворачивает элемент и позволяет ему обойти препятствие. Столкновение камня с рабочими элементами повторяется, он расшатывается и, наконец, захватывается ковшом или скребком. При чрезмерно натянутой цепи на ней возникают значительные усилия, приводящие к её преждевременному износу, при слабо натянутой цепи элементы поворачиваются на значительный угол, далёкий от оптимальных углов резания. Таким образом, важно поддерживать оптимальное натяжение рабочей цепи.
Если цепь движется по направляющим, траектория рабочих элементов неизменна, и при встрече с препятствием элементы не могут его обойти. Это приводит к подъёму всей рамы, к высоким нагрузкам на цепи и на всей конструкции. Поэтому рабочие органы с цепями на направляющих используются в грунтах без каменистых включений, они позволяют точно спланировать откосы. Рабочие органы с провисающими цепями используются в неоднородных грунтах, где могут быть включения.

## Дополнительное оборудование
Цепные траншейные экскаваторы могут дополнительно оборудоваться бульдозерным отвалом, что позволяет выполнять планирование участка перед отрывкой траншеи, засыпа́ть траншею после укладки в неё кабелей и осуществлять другие работы. Так, бульдозерным отвалом оснащаются экскаваторы типа ЭТЦ-165 и им подобные. Возможно агрегирование траншейного экскаватора и с другим оборудованием: погрузочным ковшом, дорожной фрезой и др. Баровый рабочий орган может выполняться сдвоенным или строенным, что позволяет нарезать в параллельные щели в мёрзлом грунте для дальнейшей его разработки.

## Траншейные и роторные экскаваторы
В сравнении с роторными траншейными экскаваторами, цепные экскаваторы имеют меньший КПД и меньшую производительность вследствие того, что равномерность работы роторного экскаватора выше, а ковши имеют лучшие условия опорожнения. Однако при равной глубине отрываемой траншеи цепные экскаваторы имеют меньшую массу и меньшие габариты, так как при увеличении глубины траншеи размеры цепного рабочего органа растут медленнее, чем роторного. По этой же причине максимальная глубина траншей, отрываемых машинами с цепным рабочим органом (до 8 метров) существенно превышает максимальную глубину траншей, отрываемых роторными экскаваторами (обычно в пределах 3,5 метров).

## История производства и производители
Первые серийные цепные траншейные экскаваторы в СССР — многоковшовые экскаваторы на оригинальном шасси МК-I — производились Дмитровским экскаваторным заводом в 1930-х годах. В начале 1950-х годов тот же завод начал выпускать первые скребковые экскаваторы, являвшиеся навесным агрегатом к трактору (модель ЭТ-121, агрегировавшаяся с трактором СХТЗ-НАТИ). Вскоре киевский завод «Красный экскаватор» освоил производство модели ЭТН-122, агрегировавшейся с пневмоколёсным трактором МТЗ-2, что существенно повысило манёвренность машины.
С 1960-х годов производство цепных траншейных экскаваторов (а также экскаваторов-дреноукладчиков и каналокопателей) было освоено несколькими заводами: Брянским заводом ирригационных машин, Брянским заводом дорожных машин (модели Д-658, Д-659 и их модификации), Таллинским экскаваторным заводом (с 1975 года — производственное объединение «Таллэкс»). Последний стал крупнейшим производителем цепных траншейных экскаваторов в СССР и блоке СЭВ, производя порядка четверти мировой продукции экскаваторов этого типа (экскаватор-дреноукладчик ЭТЦ-202 и его модификации, семейство цепных траншейных экскаваторов для прочных и вечномёрзлых грунтов ЭТЦ-208, цепные траншейные экскаваторы на пневмоколёсной базе ЭТЦ-165 и др.)
За рубежом крупными производителями цепных траншейных экскаваторов являются Tesmec, Trencor Trenchers, Ditch Witch, Vermeer Company, Marais.